# Achires
Los achires fueron un grupo indígena mexicano que habitó en la zona costera de los municipios de Angostura,Guamúchil en la rivera del río Mocorito o río Évora, Navolato, Elota y parte de San Ignacio. También habitaron en la desembocadura de los ríos Culiacán, San Lorenzo y las playas cercanas al río Elota.

## Caracterización
Eran nómadas y su lenguaje, igual que el de los Guasaves, no pertenecía lingüísticamente a ningún otro grupo indígena de Sinaloa.
Vivían al intemperie, no conocían la agricultura ni el uso del vestido. Los Achires eran amos y señores de los litorales de Angostura, Navolato, Culiacán y Elota. Tuvieron disputas con los tahues y acaxees por la sal, ya que los achires eran dueños de las zonas salinas. Tanto tahues como acaxees fueron derrotados por los achires ya que estos eran buenos con arco y flecha. Aunque era un pueblo esencialmente pacífico, se defendían del ataque de esto.